# Григорій Білогруд
Григо́рій Якович Білогру́д (? — до 1686) — український військовий діяч доби Гетьманщини, дипломат. Генеральний суддя (1668, 1669), генеральний осавул (1674), уманський полковник (1664-1674, з перервами).

## Біографія
Народився, імовірно, в селі Бабанка (нині селище міського типу Уманського району Черкаської області). Батько — Яків Білогруд-Челебі — вихрещений кримський татарин, військовий канцелярист і дипломат у гетьмана Б. Хмельницького. Був послом до Стамбула у 1654 році, володів маєтностями у Бабанці.
Григорій Білогруд уперше згадується у 1658 році як бабанський сотник Уманського полку.
2 травня 1659 року присягав на вірність умовам Гадяцького договору 1658 року у Варшаві, був нобілітований сеймом. Згодом підписався під статтями Чуднівського договору 1660 року.
У березні 1664 року вперше обійняв уряд уманського полковника. 18 серпня 1665 року присягнув на вірність гетьману Петру Дорошенку.
На початку 1666 року очолював експедиційний козацький корпус, відправлений Дорошенком до Криму на підтримку хана Мегмеда IV Ґерая, проти якого підняла заколот татарська знать. Відіграв важливу роль у розгромі польського війська під Браїловим у грудні 1666 року. Улітку 1667 року здійснив розвідувальний рейд у Галичину. У листі від 16 січня 1667 року до архімандрита Києво-Печерського монастиря Ін. Ґізеля писав, що виною тому, що багато християн потрапило в поганську неволю, є поляки. За його словами, козаки змушені були злучитися з татарами, щоб дати опір С. Маховському. За наказом П. Дорошенка доклав усіх зусиль, щоб відшукати та визволити з татарської неволі монастирських підданих.
Наприкінці серпня 1668 року як генеральний суддя разом із Л. Бускевичем виїхав до Стамбула вести переговори про умови прийняття протекції Османської імперії. У червні 1669 року їздив до Стамбула разом з М. Радкевичем-Портянкою — домовлятися про виконання рішення Корсунської ради про перехід Гетьманщини під османську протекцію. У першій половині 1670 року знову двічі відвідував столицю Османської імперії, добиваючись відокремлення козацької України від Польщі по етнічному кордонові розселення українців, стримування ворожих дій щодо України з боку Кримського ханства та надання Україні військової допомоги.
Розчарувавшись у турецькій протекції, разом з іншими правобережними полковниками брав участь у середині березня 1674 року в роботі Переяславської ради, яка обрала гетьманом «обох сторін Дніпра» Івана Самойловича. Для обстоювання інтересів правобережного козацтва у складі посольства виїздив до Москви.
Після капітуляції П. Дорошенка у 1676 році перейшов на Лівобережжя, отримав від Самойловича село Шабалинівку у Ніжинському полку. Там і помер не пізніше 1686 року (27 квітня 1686 року згаданий як небіжчик).

## Родина
Син Федір — маньківський сотник Уманського полку у 1675 році. Після 1676 року — козак Роменської сотні Лубенського полку. На Роменщині мешкали його нащадки.